# Шалон су ле Лид
Шалон су ле Лид (фр. Chalonnes-sous-le-Lude) насеље је и општина у западној Француској у региону Лоара, у департману Мен и Лоара која припада префектури Сомир.
По подацима из 2011. године у општини је живело 139 становника, а густина насељености је износила 8,43 становника/km². Општина се простире на површини од 16,49 km². Налази се на средњој надморској висини од 75 метара (максималној 101 m, а минималној 52 m).

## Демографија
| 1962. | 1968. | 1975. | 1982. | 1990. | 1999. | 2011. |
| ----- | ----- | ----- | ----- | ----- | ----- | ----- |
| 182   | 224   | 187   | 150   | 142   | 134   | 139   |

График промене броја становника у току последњих година